# Sheshequin
Sheshequin  è una township degli Stati Uniti d'America, nella contea di Bradford nello Stato della Pennsylvania. Secondo il censimento del 2000 la popolazione è di 1.300 abitanti.

## Società

### Evoluzione demografica
La composizione etnica vede una maggioranza di quella bianca (98,38%), seguita dai nativi americani e afroamericani (0,23%) dati del 2000.
| township di Sheshequin Popolazione |       |
| 2000                               | 1.300 |
| Stima al 2009                      | 1.301 |